# 1722 Goffin
1722 Goffin eller 1938 EG är en asteroid i huvudbältet som upptäcktes 23 februari 1938 av den belgiske astronomen Eugène Joseph Delporte i Uccle. Det har fått sitt namn efter den belgiske astronomen Edwin Goffin.
Asteroiden har en diameter på ungefär 10 kilometer.